# Naturalisme (literatuur)
Naturalisme verwijst in de literatuurwetenschap naar een  stroming in de literatuur, in de periode 1850-1900. Het naturalisme kwam vooral tot uiting in de literaire genres van het proza en het drama. Deze stroming was een uitvloeisel (of volgens sommigen: onderdeel) van het literaire realisme, en een reactie op de romantische literatuur.

## Kenmerken naturalistische literatuur
Het naturalisme en het realisme zijn beïnvloed door de ideeën van Auguste Comte, Karl Marx en Charles Darwin.
1. Seculier wereldbeeld en de afwezigheid van metafysische of symbolische elementen
2. Nerveuze, zwakke en/of zieke protagonist, aandacht voor determinisme en erfelijke bepaaldheid
3. Natuurlijke dialogen (tegenover neologismen in de vertelling), personages praten soms in een dialect
4. Taboedoorbrekende seksualiteit
5. Ontnuchtering in de loop van het verhaal
6. Maatschappijkritiek, oog voor de kleine man, sociale misstanden en de sociale omgeving
7. Objectieve verteller. De ik-verteller is ongebruikelijk.[2][noten 1]
8. De vrije indirecte rede beschrijft wat er in de personages omgaat
9. Geloofwaardig; de plaatsen bestaan echt, de gebeurtenissen zijn actueel
10. Haast wetenschappelijke analyses volgens de evolutieleer, medisch, psychologisch en sociologisch[3]

### Samenvatting van Zola
De Franse schrijver Émile Zola (1840-1902) was de eerste die de term "naturalisme" in een literaire context bezigde. Hij schreef een aantal essays waarin hij zijn opvattingen over het naturalisme uiteenzette: Le roman expérimental (1880), Les romanciers naturalistes (1881), Le naturaliste au théatre (1881)
In een opstel over Gustave Flaubert vatte Zola de kenmerken van de naturalistische roman (waarvan hij Madame Bovary als het prototype zag) in drie hoofdpunten samen:
- Een getrouwe weergave van het leven, met geordende scènes, zonder romantische elementen of ingewikkeld plot.
- De protagonist(en) mag/mogen geen bovenmenselijke proporties bezitten, maar moeten de alledaagse mens verbeelden
- De schrijver zelf probeert volledig te verdwijnen achter de door hem vertelde gebeurtenissen.

### Samenvatting van Anbeek
Ton Anbeek onderscheidt in 1982 als hoofdkenmerken van de (Nederlandse) naturalistische literatuur :
- een nerveus, overgevoelig personage als middelpunt van het verhaal
- ontnuchtering na hooggespannen verwachtingen
- determinisme
- haat tegen de burgerij (vooral in het werk van Frederik van Eeden en Heijermans;  dit gaat echter niet op voor het vroege werk van Couperus, dat toch bij uitstek als naturalistisch wordt gezien.)
- seksualiteit
- écriture artiste
- een personele verteller (i.p.v. een alwetende verteller)

## Naturalisme versus romantiek
Grote verschillen tussen de toenmalige romantische tendens enerzijds, en het realisme en naturalisme anderzijds, betreffen thematiek, beschrijving en ideologisch uitgangspunt.
Terwijl de romantische kunstenaar het idealistische, bovennatuurlijke en fantastische behandelt, richten  realisten en naturalisten zich op het alledaagse. In de romantiek staan de held en de kunstenaar centraal, bij het realisme wordt dat de man in de straat, de arbeider. Het naturalisme gaat nog een stapje verder, en stelt ook de prostituee of de zieke centraal. De romanticus uit zijn ongenoegen met de werkelijkheid door deze te ontlopen, vlucht in het fantastische en het verhevene en verheerlijkt het. De realist stapt van deze verheerlijking af, en keert zich naar de realiteit. De naturalist, op zijn beurt, toont zijn ongenoegen met de maatschappelijke toestanden. Het naturalisme loochent de idealen der romantiek, en klaagt deze soms zelfs aan.
Het centrum van het naturalistisch kunstwerk is het personage in zijn milieu. Dit personage is zwak, vaak ziek, verveeld, somber, decadent. De naturalistische kunstenaar behandelt de ontnuchtering, teleurstelling en ondergang van dit personage, alsmede de kwalijke gevolgen daarvan op zijn omgeving. Terwijl dit in het realisme zou gebeuren als een feitelijke weergave, voegt het naturalisme daar een wetenschappelijke onderbouw en studie aan toe. De romantische kunstenaar wordt neergezet als een geniale ziener (poeta vates), de realistische als een objectieve ambachtsman (poeta faber). De naturalist beschouwt zichzelf als een wetenschapper-vorser.
Terwijl in de romantische literatuur het goede het opnam tegen het slechte, waarbij het goede beloond en het slechte bestraft werd, valt deze zwart-wit tegenstelling (dichotomie) weg in de naturalistische. Het wereldbeeld gaat van zwart-wit naar (donker)grijs.

## Invloeden van buiten de kunst
Het naturalisme kent duidelijk meer invloeden van buiten de kunst dan het realisme. Bij het realisme is er sprake van artistiek engagement: 'kunst om de kunst', bij het naturalisme komen daar een wetenschappelijk-filosofische en een politieke component bij.
Het naturalisme is sterk beïnvloed door Charles Darwins boek De oorsprong der soorten (1859), waarmee het darwinisme de wereld veroverde. Daarnaast had de leer van het sociaal positivisme van Hippolyte Taine grote invloed op het Franse naturalisme: niet het "genie" van de kunstenaar is de scheppende kracht achter een kunstwerk, maar "race, milieu et moment": culturele groep, omgeving en tijdgeest. Beide invloeden (Taine en Darwin) sterkten de naturalisten in hun deterministische overtuiging, namelijk dat de persoonlijkheid een product is, een speelbal zelfs, van zijn erfelijkheid en zijn sociale omgeving of milieu.
Charles Augustin Sainte-Beuve, een Frans literair criticus, bracht de auteurs onder zijn tijdgenoten theorieën bij die vergelijkbaar zijn met die van Taine. Ook Sainte-Beuve beweerde dat het werk van een kunstenaar niet losgezien kan worden van zijn milieu, godsdienst en geboortestreek, maar liet - anders dan Taine - ruimte voor de individualiteit van de schrijver. Filosoof en socioloog Auguste Comte bracht de naturalisten in contact met het wetenschappelijk positivisme, dat via een verbeterde wetenschap streefde naar maatschappelijke vooruitgang.
Het naturalisme werd gekenmerkt door:
- pessimisme: de werkelijkheid en het leven brengen onvermijdelijk en voornamelijk ongeluk en ellende voort.
- determinisme: de mens speelt een ondergeschikte rol in zijn eigen lot, dat van buitenaf bepaald wordt.
- fatalisme: het noodlot is onvermijdelijk en voorbeschikt.

De ontwikkeling van het naturalisme hangt deels - en niet toevallig - samen met die van het socialisme. Het eerste deel van Marx' Das Kapital verscheen in 1867 en Het communistisch manifest in 1848. De naturalistische schrijver toonde zijn engagement door sociale wantoestanden als prostitutie, decadentie, armoede en racisme te beschrijven, naast materialisme en industrialisering. Naturalisten kozen vaak de kant van de kleine man, tegen de bourgeoisie, waardoor ze een soort waakhondfunctie vervulden, ondanks hun zelfbeeld van objectieve wetenschapper.
Émile Zola, de belangrijkste figuur binnen het Frans naturalisme, sprak van “le roman expérimental”, naar analogie van experimenten in de natuurwetenschappen. Hij was van mening dat de kunstenaar een wetenschapper moest worden, die een objectieve analyse van het menselijke bestaan gaf. Voor hem bestond de naturalistische techniek erin een temperament (personage) in zijn milieu (omgeving) te plaatsen, en vervolgens te registreren wat er gebeurt, volgens deterministische regels.
Medische vakliteratuur die – vooral de Franse – naturalisten heeft beïnvloed, waren Introduction à la médecine expérimentale (1865) van fysioloog Claude Bernard en Hérédité naturelle (1847) van Dr. Lucas.

## Naturalisme in verschillende landen

### Frankrijk
Het naturalisme vond zijn oorsprong in Frankrijk in de jaren 1860, waar het uit de nog jonge traditie van het realisme voortkwam. Het was mede geïnspireerd door het eveneens in Frankrijk opgekomen positivisme, een tak binnen de wetenschapsfilosofie die slechts het zintuiglijk waarneembaare als werkelijk erkende.
Gustave Flaubert, een realistische schrijver, gaf een aanzet tot het naturalisme, met zijn in 1857 verschenen roman Madame Bovary. Daarin wordt de ondergang van de hoofdpersoon op een afstandelijk-objectieve, wetenschappelijk aandoende, manier beschreven. Tegelijkertijd bekritiseert Flaubert in dit boek de burgerij, de industrialisering en de verstedelijking; een echte naturalistische schrijver zou dergelijk commentaar (subjectiviteit) achterwege laten. Alphonse Daudet kan – anders dan Flaubert – wel gelden als een echte naturalist . Zijn feuilleton L’Évangéliste, dat vanaf 1882 in Le Figaro verscheen, droeg hij op aan de neuroloog Jean-Martin Charcot. Sciëntistische pretenties zijn bij Daudet echter minder nadrukkelijk aanwezig dan bij andere naturalisten. Zijn oeuvre bevat, behalve naturalistische kenmerken als ironie, Provençaalse charme en sympathie voor de kleine, falende burger, ook de eerste tekenen van een literair impressionisme.
De broers Edmond en Jules de Goncourt droegen bij aan het naturalisme, door het blootleggen van het onbekend-psychologische achter hun personages, in een zestal romans die ze samen schreven. Hun gevoel voor nuance namen ze mee vanuit hun voormalig beroep als schilder-illustrator. Hun Germinie Lacerteux (1864) is volgens sommige literatuurhistorici de eerste, echt naturalistische roman.
De meest uitgesproken exponent van het naturalisme was Émile Zola, die de Europese decadentie (maatschappelijk verval) zo waarheidsgetrouw mogelijk ontleedde. Zijn romanfiguren zijn zowel de kunstenaar, de dokter, als de mijnwerker, de prostituee en de dronkeman. De wetenschappelijke invloed in zijn werk kwam van Bernard, Lucas en vooral Taine. Soms wordt Zola nog tot de laat-romantici gerekend, omdat hij zijn verhalen projecteert tegen een achtergrond van lotsverbetering.
Guy de Maupassant, die Flaubert als zijn geestelijk vader beschouwde, was een echte naturalist. Hij herleidde zijn personages tot een stuk elementaire natuur, als de slaaf van intuïtieve krachten en emoties. Zijn werk wordt gekenmerkt door een anti-metafysisch, materialistisch, en a-romantisch objectivisme.

### Nederland
In navolging van Frankrijk ontstaat eind negentiende eeuw ook in Nederland en Vlaanderen ongenoegen over de romantisch-idealistische roman. In 1880 schrijft Marcellus Emants: "overal zijn de leesbibliotheken nog vol van gefabriekte verhaaltjes met interessante intriges, poëtisch-optimistische aflopen, en helden, wier aderen met deugd in plaats van bloed zijn gevuld". In het licht van deze ontevredenheid propagandeert Frans Netscher het – Franse – naturalisme. In zijn essay Wat wil het naturalisme prijst hij deze stroming aan, met haar nieuwe, wetenschappelijke pretenties. Lodewijk van Deyssel reageert fel op Netschers schrijfsel in zijn kritiek Over Literatuur uit 1886. Daarin merkt hij op dat Wat wil het naturalisme slechts een compilatie is van citaten van Zola. Van Deyssel voegt daaraan toe: "Zola is een kip, die achter de Hollandsche duinen het ei Netscher is komen leggen". Voor Van Deyssel is 'schrijven volgens de natuur' het belangrijkste aspect van het naturalisme, en niet het wetenschappelijke streven. Voor Van Deyssel is kunst belangrijker dan wetenschap. Ook levert hij kritiek op een klakkeloos overnemen van het Franse naturalisme door Nederlandse auteurs, die volgens hem een nieuwe, eigen, Nederlandse kunstrichting moeten nastreven. Hij spreekt van sensitivisme, als Nederlandse tegenhanger van het Franse naturalisme.
Vanaf 1884 werden er romans van Zola in het Nederlands vertaald. Het Vaderland publiceerde artikelen van Zola in verkorte vorm.
Hoewel het naturalisme in het Nederlandse taalgebied al jaren onderwerp van debat was, kreeg het pas in 1888 echt voet aan de grond in Nederland. Daarvoor waren er vooral korte verhalen (novellen) in naturalistische stijl geschreven, door bijvoorbeeld Emants, Netscher, en Arij Prins, alias A. Cooplandt. In dat jaar verschijnt zowel Een liefde van Van Deyssel als Juffrouw Lina van Emants. Tussen 17 juni en 4 december verschijnt in Het Vaderland bovendien de eerste roman van Louis Couperus, in feuilletonvorm: Eline Vere. Van Deyssels Een liefde viel op door een stijlbreuk midden in het verhaal: het eerste deel is typisch wetenschappelijk-naturalistisch, terwijl in het tweede deel het sensitivisme naar voren komt. Van Deyssel zelf sprak over het tweede deel als een uiting van impressionisme.
Ondanks Van Deyssels oproep tot het creëren van een typisch Nederlandse stroming, staan de auteurs duidelijk onder Frans-naturalistische invloed, en zijn het - zoals Zola het noemde - "anatomen die een temperament blootleggen". Wel typisch voor het Nederlandse naturalisme is de traditie van écriture artiste, die bij Van Deyssel begint, en vooral tot uiting komt in het oeuvre van Israël Querido en Arnold Aletrino. Hun schrijfstijl doet echter denken aan die van Edmond en Jules de Goncourt. Door esthetisch taalgebruik wilde Van Deyssel doordringen tot de wereldliteratuur, maar deze schrijfstijl werd een modeverschijnsel. De enige Nederlander die met zijn nuchtere schrijfstijl en woordkeus niet beïnvloed werd door de bellettrie, was Paul Adriaan Daum, vermoedelijk doordat hij verbleef in Nederlands-Indië, ver weg van literair Nederland.
Na Noodlot uit 1890, zijn tweede roman, stapt Couperus van het naturalisme af, en begint naar het literair decadentisme te neigen. Ook Van Deyssel, jarenlang voorvechter van het naturalisme, verlaat deze. Van de drie grootste Nederlandse naturalistische auteurs, Van Deyssel, Couperus en Emants, blijft enkel Emants het naturalisme trouw.
Opvallend is dat de drie hoofdpersonages uit de eerste naturalistische romans van 1888 van hetzelfde type zijn: zowel Eline Vere, Juffrouw Lina als Mathilde (uit Een liefde) zijn nerveuze dames. De drie schrijvers waren er dan ook van overtuigd dat hun publiek voornamelijk uit vrouwen bestaat. Oorzaak van de nerveuze dame als protagonist zijn de opkomst van de psychoanalyse en hun interessante karakter voor de auteur als wetenschapper: overgevoelige personen zijn makkelijker als object te ontleden. Ook al is dit een typisch naturalistisch (en daardoor anti-romantisch) fenomeen, de nerveuze personages streven stuk voor stuk naar romantische idealen, maar door hun falen en ontnuchtering kan dit worden gezien als tegenreactie. Ook het idee van determinisme staat centraal; het handelen van de personages is het resultaat van de omstandigheden waarin ze verkeren, ze zijn er niet zelf schuldig aan.
Nog een ander belangrijk kenmerk van met name de Nederlandse naturalistische roman is de afkeer van de bourgeoisie.
De Nederlandse naturalistische romans besteden tevens aandacht aan seksualiteit, vaak in de vorm van zelfbevrediging of homoseksualiteit of het bezoek aan een bordeel. De aandacht hoeft niet gezien te worden als een poging tot emancipatie, maar is bedoeld als uiting van degeneratie in de maatschappij.
De roman Van de koele meren des doods uit 1900 van Frederik van Eeden is vaak ingedeeld bij het naturalisme, maar is daarop in feite een reactie. Tegenover de als onvermijdelijk beschouwde noodlottige afloop wilde van Eeden een positiever alternatief tonen. Zijn hoofdpersonage Hedwig Marga de Fontayne is een nerveuze dame, maar weet uiteindelijk haar - door erfelijkheid en milieu bepaalde - karaktereigenschappen te overwinnen, met de hulp van de psychoanalyse - die hier dus niet beperkt blijft tot een wetenschappelijk observerende rol - en de kracht van de religie. Iets soortgelijks als Van Eeden deed Couperus in De boeken der kleine zielen (1901-1903)
Er kwam ook kritiek op verschillende aspecten van de naturalistische romans; zo stoorden sommigen zich aan het gebrek aan moralisme en aan de openhartige wijze waarop erotiek werd gepresenteerd.

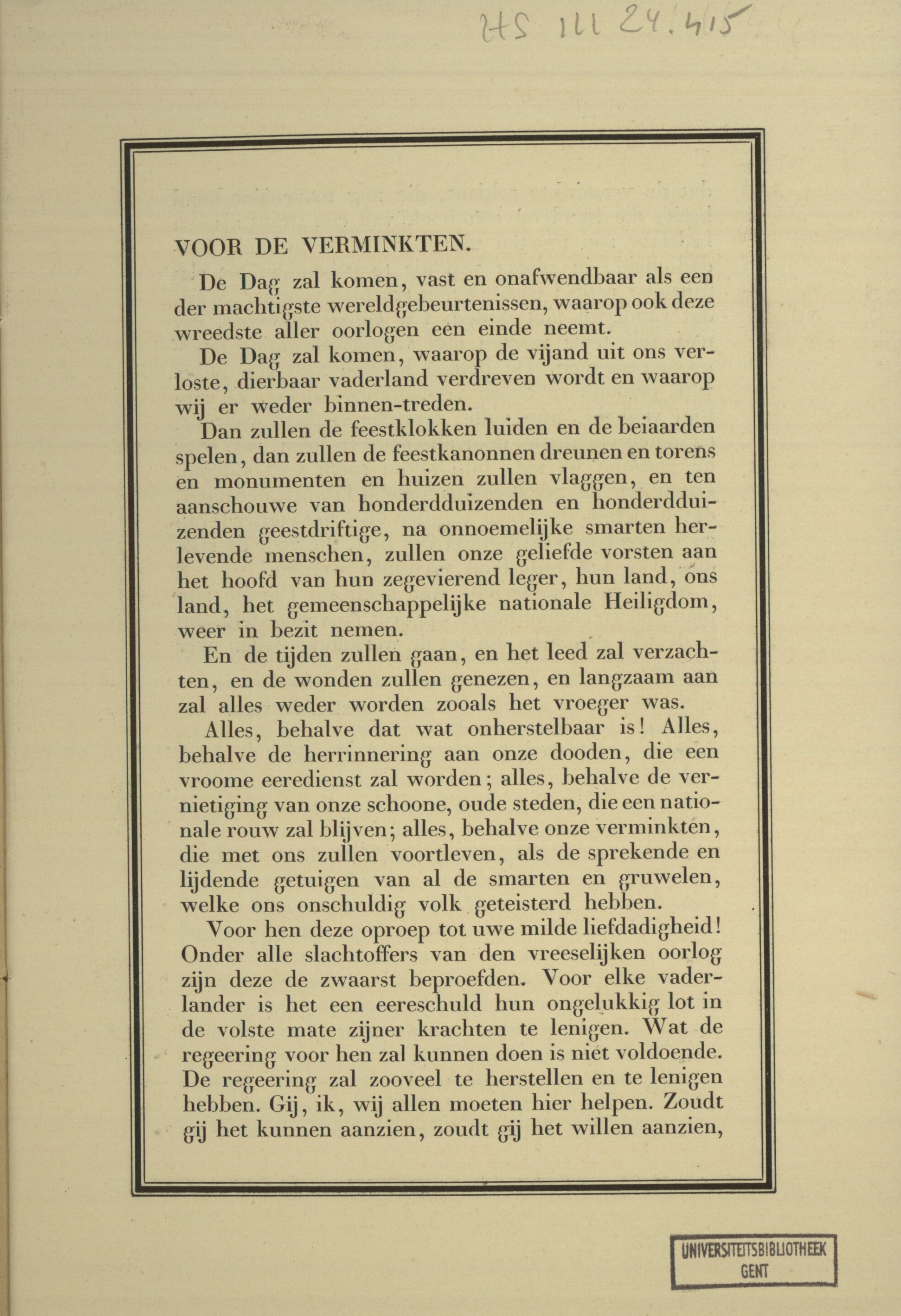
Fragment uit het boek "Voor de verminkten", een naturalistische tekst. Geschreven door Cyriel Buysse in het begin van de 20ste eeuw.

### België
De eerste Vlaamse naturalistische roman is De biezenstekker van Cyriel Buysse, die in 1890 in het juninummer van De Nieuwe Gids opgenomen wordt. In Nederland was men al vertrouwd met deze stroming, echter niet met het Vlaamse element. Het werd op gemengde kritieken onthaald. In Vlaanderen zelf was de kritiek eenduidig negatief en reageerde men met afschuw en het verwijt dat Buysse zijn volk belasterde, in plaats van het te verheffen. Buysse was geen typische naturalist: de wantoestanden werden in zijn schrijven expliciet bekritiseerd, daar hij (net zoals Van Deyssel in Nederland) wantrouwig stond tegenover het wetenschappelijk-experimentele karakter van de naturalistische roman. Nog altijd overheersen determinisme en fatalisme, maar deze keer gepaard met engagement. Ook gaat Buysse niet volledig akkoord met het naturalistische principe dat karakter bepaald wordt door erfelijkheid.
Reimond Stijns (1850-1905) schreef Arm Vlaanderen en Hard labeur. In Hard labeur heeft de hoofdfiguur Speeltie slechts één doel voor ogen: een rijke landbouwer worden. Het geluk van zijn gezin is daaraan ondergeschikt. Gustaaf Vermeersch (1877-1924) schreef Het rollende leven (1910) en De last (1904). Stijn Streuvels registreerde in zijn werk het noodlot van onschuldige slachtoffers, maar vanwege hun kosmische natuurbeleving en Streuvels' subjectiviteit worden zijn romans ook wel gerekend tot de romantische traditie.
Aan Franstalige kant was Camille Lemonnier de belangrijkste vertegenwoordiger van het naturalisme in België.

### Duitsland
In Duitsland was vooral Theodor Fontane van belang voor het naturalisme, vaak beschouwd als eerste moderne Europese auteur. Zijn nieuwe psychologische romantechniek, met ook aandacht voor het sociale, stimuleerde de Duitse literatuur, en was van grote invloed op Thomas Mann en Hermann Hesse. Als realist, en schatplichtig aan Zola, registreerde hij vanuit liberaal perspectief en met ironie de vernieuwde Berlijnse samenleving.

### Scandinavië
In Scandinavië waren de Noor Henrik Ibsen en de Zweed August Strindberg de voornaamste auteurs van de stroming. Ibsen, beïnvloed door Kierkegaard en Nietzsche, maar evenzeer door Taine en Darwin, pleitte voor de individuele zelfverwezenlijking tegen traditionele conventies in, waarmee hij het realisme en naturalisme oversteeg. Toch wordt hij nog steeds beschouwd als Noors kopstuk van het naturalisme. Ook Strindberg valt te classificeren onder het naturalisme terwijl hij het eveneens oversteeg. Naturalistische elementen zoals erfelijkheid, milieu, opvoeding en toevalligheid komen aan bod, maar dat is ook het geval voor het occultisme en mysticisme, twee meer romantisch-idealistische elementen.

### Rusland
In Rusland was vooral Dostojevski een belangrijk figuur.

### Verenigde Staten
Vanuit Europa kwam het literair naturalisme eind 19e en begin 20e eeuw ook in de Verenigde Staten terecht, waar het aan het realisme zoals dat bijvoorbeeld door Mark Twain was beoefend een nieuwe draai gaf. De twee bekendste Amerikaanse auteurs op dit gebied uit de betreffende periode zijn Stephen Crane en Theodore Dreiser.

## Naturalistisch theater
Iets later dan de naturalistische roman, ontwikkelde zich het naturalistische theater, bij toneel zowel als opera. Hierin werd getracht de perfecte illusie van de realiteit weer te geven door dramatische en theatrale strategieën: gedetailleerd en driedimensionaal decor, prozaïsche en alledaagse dialogen, afwezigheid van fantastische (bovennatuurlijke) of exotische elementen, krachten en locaties, en de aandacht voor sociale achtergrond. Vooral in Frankrijk, Duitsland, Rusland en Scandinavië werd er geëxperimenteerd met naturalistisch theater.

## Einde en nalatenschap
Ondanks de geschikte tijdsgebonden omkadering was het naturalisme slechts in zeer beperkte kringen succesvol. Het grote publiek zwoer nog altijd bij idealistische en verheffende romans, en rekende af met het naturalisme omdat het te grof, te ruw en te pijnlijk was. Mogelijk door het uitblijven van succes, maar zeker doordat ze uitgekeken waren op de technieken, verlieten veel schrijvers het naturalisme tegen het einde van de negentiende eeuw. Al in 1891 kondigde Van Deyssel de teloorgang van het naturalisme aan.
Deze twee oorzaken zouden uiteindelijk zorgen voor het uitdoven van de stroming. Het naturalisme werd echter niet verdrongen door een andere stroming, een "isme", zoals het realisme/naturalisme de romantiek verdrong, maar opgevolgd door een groep verschillende moderne stijlen, zoals het symbolisme en de neoromantiek. Tegenwoordig gaat men er soms van uit dat het naturalisme gezien kan worden als de eerste moderne stroming, daar deze de definitieve breuk betekende met het romantisch-idealistische.
Het naturalisme was van groot belang voor de ontwikkeling van de psychologische roman, het fatalisme zal terugkeren in de naoorlogse existentialistische literatuur en de geëngageerde emancipatieroman. Ook de moderne bellettrie is deels schatplichtig aan deze stroming. De invloed van de licht- en kleurrijke beschrijvingen in de naturalistische roman is ook duidelijk terug te vinden onder het impressionisme, het sciëntistische in de post-impressionistische tendensen.
Er is echter geen verband tussen het naturalisme van de negentiende eeuw en de muziekstroming naturalismo of freakfolk in de eenentwintigste eeuw.

## Belangrijke figuren

### Beïnvloedende wetenschappers
- Charles Darwin
- Hippolyte Taine
- Charles Augustin Sainte-Beuve
- Auguste Comte
- Karl Marx
- Claude Bernard
- Prosper Lucas
- Sigmund Freud

### Franse auteurs
- Gustave Flaubert
- Émile Zola
- Alphonse Daudet
- Edmond de Goncourt
- Jules de Goncourt
- Guy de Maupassant
- Joris-Karl Huysmans

### Nederlandse auteurs
- Carry van Bruggen
- Frans Coenen
- Louis Couperus
- Paul Adriaan Daum
- Lodewijk van Deyssel
- Marcellus Emants
- Jacob Israël de Haan
- Herman Heijermans
- Gerard van Hulzen
- A.M. de Jong
- Johan de Meester
- J. van Oudshoorn
- Frederik van Eeden

### Vlaamse auteurs
- Cyriel Buysse
- Stijn Streuvels
- Lode Baekelmans
- Emmanuel de Bom
- Virginie Loveling
- Pol de Mont
- Reimond Stijns
- Herman Teirlinck
- Gerard Walschap
- Lode Zielens
- Neel Doff

### Duitse auteurs
- Gerhart Hauptmann
- Arno Holz
- Ludwig Anzengruber
- Johannes Schlaf
- Hedwig Dohm
- Max Halbe

### Amerikaanse auteurs
- Abraham Cahan
- Ellen Glasgow
- David Graham Phillips
- John Steinbeck
- Jack London
- Edith Wharton
- Stephen Crane
- Frank Norris
- Theodore Dreiser

### Theatermakers
- Anton Tsjechov
- Maxim Gorki
- Gerhart Hauptmann
- Henrik Ibsen

### Beeldende kunstenaars
- Constantin Meunier
- Jules Bastien-Lepage
- Marie Bashkirtseff
- Jean-Charles Cazin
- Léon Lhermite
- Alfred Roll
- Jean-François Raffaëlli

### Tijdschriften
- De Banier
- Van Nu en Straks